# Nieul-sur-l'Autise
Nieul-sur-l'Autise är en kommun i departementet Vendée i regionen Pays de la Loire i västra Frankrike. Kommunen ligger i kantonen Saint-Hilaire-des-Loges som tillhör arrondissementet Fontenay-le-Comte. År 2018 hade Nieul-sur-l'Autise 1 291 invånare.

## Befolkningsutveckling
Antalet invånare i kommunen Nieul-sur-l'Autise
| Referens: INSEE |